# Paša

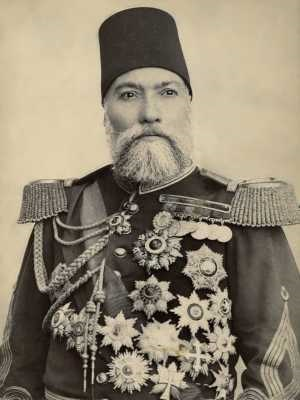
Abdullah Frères: Osmanský paša Osman Nuri paša

Paša (turecky paşa) byl v Osmanské říši titul pro vysoké úředníky a vojenské hodnostáře. Výraz pochází z perského pádišáh, tedy vládce. Území spravované pašou se nazývá pašalik či pašalík.
V hierarchii osmanské nomenklatury se nacházel nad titulem bej (beg) a pod titulem vezír (valí). Tento titul stál za jménem příslušného činitele. Pašové nosili jako odznak svého důstojenství (hodnosti) dva až tři koňské ohony (bunčuky; stejně jako agové – velitelé janičářů). Titul paša byl v Turecku zrušen roku 1934 (v Egyptě až roku 1953).
Významný byl mimo jiné i titul kapudan paša (turecky Kapudan Paşa, z latinského capitanus, velitel námořnictva, kapitán), odpovídající titulu velkoadmirál, který byl nejvyšší hodností námořnictva Osmanské říše. Kapudan paša, který byl zároveň členem tzv. divanu, tedy sultánovy rady, byl i guvernérem několika provincií říše (ostrovy v Egejském moři, částečně Alžírsko a Kypr). Tento titul byl roku 1876 změněn na ministra námořnictva.
K nejznámějším nositelům titulu paša patří např. Mustafa Kemal Atatürk, titulu kapudan paša dřívější korzár Chajruddín Barbarossa.